# 3番テーブルの客
『3番テーブルの客』（さんばんテーブルのきゃく）は、フジテレビ製作の1996年から1997年の間に放送された深夜ドラマ。

## 作品概要
『古畑任三郎』や『王様のレストラン』で知られる脚本家の三谷幸喜による書き下ろしの脚本を、毎回違ったスタッフキャストで制作するという番組。冒頭の「台本が同じなら同じ作品が出来上がると思うならあなたはドラマを知らない」のナレーション通り、演出によって作品の雰囲気が変わるということがよく解る作品となっており、演出家を目指す者には打って付けのドラマである。実際、話の筋は全て同じなので退屈な物に思えそうだが、キャスティング、小道具など、どの回も様々な演出家の個性が溢れており、飽きさせない作りになっている。1997年には、日本民間放送連盟賞優秀賞を受賞した。
第1回は三谷作品をもっとも多く演出している河野圭太が担当、以後『世にも奇妙な物語』や『笑の大学』で知られる星護や『マルサの女』の伊丹十三、とんねるずの木梨憲武などが参加した。1997年1月4日には『3番テーブルのもう1人の客』というスペシャル番組も放送された（この回の監督は杉田成道）。
横浜市にある放送ライブラリーで、第1回放送分のみ視聴できる。また、フジテレビオンデマンドで有料配信されているが、第4回の片岡K回は配信されていない。

## エピソード
当初テレビ誌では『ディレクターズ』というタイトルで予告され、マンションの一室で3人の男女の会話劇、という風に現行のシチュエーションとは別途の設定だった。また、演出予定の監督は26名とあり、河毛俊作、永山耕三などの監督がラインナップされていたが両名とも登板はなかった。さらに最終回は三谷が演出する予定ともあったがこちらも実現されなかった。放送前に2回にわたり『監督とは?』「概論編」、「実践編」が放送されていたが、実はこれは期日までに三谷のシナリオが間に合わなかったためやむをえない処置であったといわれている。制作スケジュールはかなりタイトであった様で、第1回の河野はオファーがインの1週間前であったことを後年明らかにしている。
三谷は杉田成道の演出した回には辛い思いを抱いたようで、後年エッセイ『仕事、三谷幸喜の』で言及している。それ以降両名は共に仕事をしていない。
番組放映期間終了後、ホイチョイ・プロダクションが映画雑誌CUTの連載コラムでこの番組を取り上げた。映画監督はあまりにシナリオを変えすぎてしまい、テレビ演出家より劣る作品が多いと結論付けている。

## あらすじ
売れない歌手だった男は、夢をあきらめ、劇場近くの喫茶店で働いている。しかしあきらめがつかないのか劇場演目を気にしており、今日も夜に開催されるライブの歌手をチェックしていた。今日はビビ萩原という歌手が出るらしい。
店に一人の女性客がやってくる。3番テーブルに通された女性を見るや、男は驚く。女はかつての妻であり、売れない時代にデュエットのパートナーとして支えてくれた女性であったのだ。
「最近どうしてる」「全然歌ってない。バイトまで時間があるから寄っただけ」。女は男にここで働いているのかと聞くと男は劇場でコンサートする出演者（バンドマスター）で、出番をここで待っていると見栄を切ってうそぶく。するとドアを開けて入ってきたのは本物のバンドのメンバー。男は女にウェイターだと悟られないようにふるまい、同僚ウェイターを交えて言い訳を言い訳で塗り重ねるおかしなやり取りが始まる。女は男の嘘に気づくが、彼のプライドを傷つけないようにとあえて塗り重ねた嘘にのるのだった。
再びドアが開くと、やってきたのは劇場に出演する共演歌手のアンドリュー堺。自分がバンマスでないことがバレてしまうと焦る男だったが、女はこっそり堺にメモを渡す。「話を合わせて」。堺は男をバンマスと認識し、女と一緒に店を出る。バンドマンたちも会計をしにレジに向かう。男は自分がバンマスに似ていたのかと聞くと、バンドマンたちは笑いだし実際のバンマスの写真を出す。似ても似つかない男だった。
劇場の楽屋で化粧を終えた女。そこに貼られたポスターの写真にはその女の写真があり、「ビビ萩原」と名前が書いてあった。

## スタッフ
- 企画：石原隆、小川泰
- プロデュース：小岩井宏悦
- 脚本：三谷幸喜
- 構成：渡邊健一
- ナレーション：川端健嗣
- 制作：フジテレビ

## 主題歌
- TIMESLIP-RENDEZVOUS：「四丁目カフェで会いましょう」

## 放送一覧
| 回         | 放送日         | 演出               | 主な出演者                                               |
| ---------- | -------------- | ------------------ | -------------------------------------------------------- |
| 第1回      | 1996年10月21日 | 河野圭太           | 生瀬勝久、鳥越マリ、岡田眞澄、藤木直人                   |
| 第2回      | 1996年10月28日 | 小田切成明         | 桑名正博、かたせ梨乃、岡田眞澄、松澤一之                 |
| 第3回      | 1996年11月4日  | 岩本仁志           | 阿南健治、水島かおり、岡田眞澄、田山涼成                 |
| 第4回      | 1996年11月11日 | 片岡K              | 田口トモロヲ、鈴木保奈美、岡田眞澄、野村祐人、オナペッツ |
| 第5回      | 1996年11月18日 | 若松節朗           | 井上順、洞口依子、村井国夫、山田辰夫                     |
| 第6回      | 1996年11月25日 | 藤田明二           | 伊武雅刀、佐藤友美、村井国夫、沼田爆                     |
| 第7回      | 1996年12月2日  | 福本義人           | 高橋克実、美保純、岡田眞澄、螢雪次朗、岡安泰樹、市村直樹 |
| 第8回      | 1996年12月9日  | 井筒和幸           | 今井雅之、川上麻衣子、岡田眞澄、九十九一 、木下ほうか    |
| 第9回      | 1996年12月16日 | 石坂理江子         | 尾藤イサオ、伊佐山ひろ子、岡田眞澄、酒井敏也             |
| 第10回     | 1996年12月23日 | 中江功             | ベンガル、黒田福美、岡田眞澄、ウガンダ・トラ、Melody     |
| スペシャル | 1997年1月4日   | 杉田成道           | 上杉祥三、桃井かおり、岡田眞澄                           |
| 第11回     | 1997年1月6日   | 鈴木雅之           | 白井晃、とよた真帆、岡田眞澄、吹越満                     |
| 第12回     | 1997年1月13日  | 岡村俊一           | 柳葉敏郎、藤谷美和子、岡田眞澄、大島蓉子                 |
| 第13回     | 1997年1月20日  | 中島信也           | 近童弐吉、村松恭子、小桧山洋一、中島忍                   |
| 第14回     | 1997年1月27日  | 木梨憲武           | 木梨憲武、石井苗子、梅津栄 、岡田眞澄                    |
| 第15回     | 1997年2月3日   | 伊丹十三           | 布施博、川中美幸、岡村喬生、宝田明、鈴木杏、伊集院光     |
| 第16回     | 1997年2月10日  | 三宅恵介           | 小堺一機、千堂あきほ、ルー大柴、鴈龍太郎                 |
| 第17回     | 1997年2月17日  | 松岡錠司           | 筒井道隆、緒川たまき、津川雅彦、前田愛                   |
| 第18回     | 1997年2月24日  | 星護               | 草刈正雄、石富由美子、村井国夫、ドン貫太郎               |
| 第19回     | 1997年3月03日  | 和田誠             | 小日向文世、北村岳子、宍戸錠、佐藤太月                   |
| 第20回     | 1997年3月10日  | 中村育二           | 中村育二、かとうかずこ、松崎しげる、井之上隆志           |
| 第21回     | 1997年3月17日  | Stephen Rosenfield | Keith Middleton、Toni Middleton                          |
| 第22回     | 1997年3月24日  | 山田和也           | 西村雅彦、黒木瞳、細川俊之、伊藤俊人                     |
| 第23回     | 1997年3月31日  | 蜷川幸雄           | 宇崎竜童、樋口可南子、植木等、武井秀                     |

## 関連文献
- 中江功「“3番テーブルの客”の演出」月刊シナリオ教室 24(10), 1997-09
- 中町綾子「「3番テーブルの客」における脚本と演出の関係について」日本大学芸術学部紀要 (27) 85-100, 1997
- 戸崎春雄「「3番テーブルの客」を巡る演出考」東京工芸大学芸術学部紀要 4 25-32, 1998
- 橋本慎吾「パラ言語情報の音声的特徴抽出に関する一考察 : 異なる演者が発する「俺は遊びじゃ歌わない」の定量分析(紀要編)」岐阜大学留学生センター紀要 2004 3-9, 2005-03